# Генеративна граматика
Генеративна граматика (від лат. generare — «породжувати» — породжувальна граматика, трансформаційна граматика, граматика Чомскі) — категорія генеративної лінгвістики, пов'язана із вивченням синтаксису. На противагу нормативно-описовій граматиці в її основі лежить концепція про систему граматичних правил та способи їх трансформацій для побудови (генерування) граматично правильних конструкцій. Поняття синтаксису є ключовим для цього виду граматики.

Основоположником цієї граматики був американський лінгвіст Ноам Чомскі (Хомський), який у своїй праці «Логічна структура лінгвістичної теорії» 1955 року (перевидана в 1975), наводить наступне визначення: 
|  | Це своєрідний механізм, який породжує всі граматично правильні послідовності мови та не породжує жодної граматично неправильної. |

## Первинна дискусія: звідки у людини здатність говорити?
Ідея граматики про те, що мова має творчий характер та може виражати необмежену кількість думок, була запозичена Чомскі у Пор-Рояля та Гумбольдта. ЇЇ метою було пояснити механізм утворення безлічі формально правильних структур та вибудувати модель процесу діяльності носія мови, оскільки згідно з теорією генеративізму цей процес, тобто здатність людини породжувати та розуміти зовсім нові речення, яких вона ніколи не чула, є генетично вродженим та практично неусвідомлюваним. Це припущення лежить в основі нативістської точки зору на питання походження мови, яка є протилежною до так званої біхевіористської, яка в свою чергу припускає, що людина не має вроджених (мовних) здібностей (є своєрідною табула раса) і набуває мовної компетенції імітуючи світ довкола. Нативісти ж вважають, що попри те, що словниковий запас дитини є набутим, вміння судити про граматичність побудованих мовних конструкцій є генетично вродженим. В процесі вивчення мови цей вроджений абстрактний синтаксичний механізм модифікується для конкретної мови.

## Предмет вивчення та базові приклади
Предметом вивчення трансформаційно-генеративної граматики є структура механізму, який реалізує процес мовленнєвого спілкування. Чомскі вважає, що під час породження людиною безлічі граматично правильних речень, відбувається певний процес, а саме трансформація глибинних структур у поверхневі. Під глибинними структурами розуміють формування змісту речення, визначення його семантичної інтерпретації в аспекті синтаксичної дескрипції. Поверхневі структури — це звукове вираження цього змісту та універсальних елементів смислу за допомогою класів слів/частин мови. Таким чином, одна глибинна структура може відповідати кільком поверхневим і навпаки. Їх співвідношення відбувається за допомогою граматичних трансформацій.
Наприклад речення (1) є смисловим відповідником до речення (2): (1) Привітання брата було для нього приємним.
(2) Йому було приємно, що брат привітав його.
Синтаксис у генеративній граматиці складається з двох частин:
- базовий компонент (задає варіанти глибинних структур мови);

- трансформаційний блок (правила перетворення ядерних простих структур на складні).

Наприклад трансформації виду (3) та (4): (3) спів птаха → пташиний спів
(4) сіяння рису → сіяти рис
При цих перетвореннях похідне речення тотожне вихідному за лексичним складом і набором елементарних смислів, але відрізняється від нього граматичним статусом.
Згідно з такими трансформаційними принципами, за допомогою обмеженого набору граматичних правил та понять людина може створити необмежену кількість речень.

## Генеративна граматика поміж інших напрямків
Генеративну граматику потрібно відрізняти від традиційної граматики, так як остання є зачасту строго нормативною (на відміну від дескриптивної), математично не формалізованою і спрямована лише на дослідження вузького кола феноменів однієї мови. Так само варто зважати на відмінність від інших дескриптивних напрямків, таких як функціональні теорії граматики.

## Генеративна граматика та структуралізм
Генеративно-трансформаційна граматика належить до сучасного американського структуралізму.Попри те варто зазначити відмінності цих напрямків. Генеративна граматика має на меті зміну парадигми від структуралізму у мовознавстві і «докорінно змінити курс мовознавства».
Відмінності між структуралізмом у вузткому значенні слова та генеративною граматикою полягають у наступному:
| Структуралізм                                                 | Генеративно-трансформаційна граматика                            |
| ------------------------------------------------------------- | ---------------------------------------------------------------- |
| опис                                                          | породження                                                       |
| статичність (скінченний корпус)                               | динамічність, мова як діяльність/процес                          |
| компетентність (реальне мовлення — «parole» за Ф. де Сосюром) | компетенція (володіння мовою в ідеалі)                           |
| емпіричність                                                  | ментальність                                                     |
| орієнтування на природничі науки                              | орієнтування на філософський раціоналізм                         |
| орієнтування на позитивізм                                    | орієнтування на математичні моделі та на моделі теорії автоматів |

## Синтаксично-орієнтована генеративна граматика Чомскі
Під генеративною граматикою прийнято розуміти граматику Чомскі, до складу якої окрім загальної теорії хоча і входять також семантичні компоненти, основну роль все ж відіграє синтаксис.

### Етапи розвитку генеративної граматики Чомскі
Генеративна граматика Чомскі мала декілька етапів розвитку:
- 1955—1964: рання генеративно-трансформаційна граматика (Синтаксичні структури Чомскі)
- 1965—1970: Загальна теорія (нім. — Standardtheorie (ST))
- 1967—1980: розширена загальна теорія (нім. — Erweiterte Standardtheorie (EST) або Revidierte Erweiterte Standardtheorie (REST) (концепція модулярності)
- з 1980: «Теорія керування та залежностей» (нім. — «Rektions- und Bindungstheorie»)
- 1990і роки: «Програма мінімалізму» (нім. — «Minimalistisches Programm»)

### Генеративна граматика та ієрархія Чомскі
Генеративні граматики можна порівнювати за допомогою ієрархії Чомскі, розробленої вченим у 50-х роках для класифікації типів формальних граматик за мірою їх обмеженості (строгості) у застосуванні правил продукування. Типи відрізняються системами символів (термінальні та нетермінальні символи) і правилами продукування (підстановки) та мають підлягати встановленим правилам перевірки (напр. машиною Тюрінга). Тип 0 (необмежені формальні граматики) охоплює усі види формальних граматик. Найпростішими є регулярні граматики (тип 3). За Чомскі вони не можуть відтворити природні мови, оскільки не здатні моделювати ієрархічно упорядковані речення (гіпотаксис), що є однією з особливостей людської комунікації.
На ступінь вище у ієрархії стоять тип 1 (контекстно-залежні граматики) та тип 2 (контекстно-вільні граматики), наприклад «граматика фразових структур», за якою речення представляється у вигляді бінарного синтаксичного дерева. Згідно з цією теорією речення — це не просто набір поєднаних між собою слів, а дерево з ієрархічною структурою.
Згенероване речення у вигляді бінарного дерева можна візуально представити наступним чином (на прикладі нім. речення у таблиці нижче)

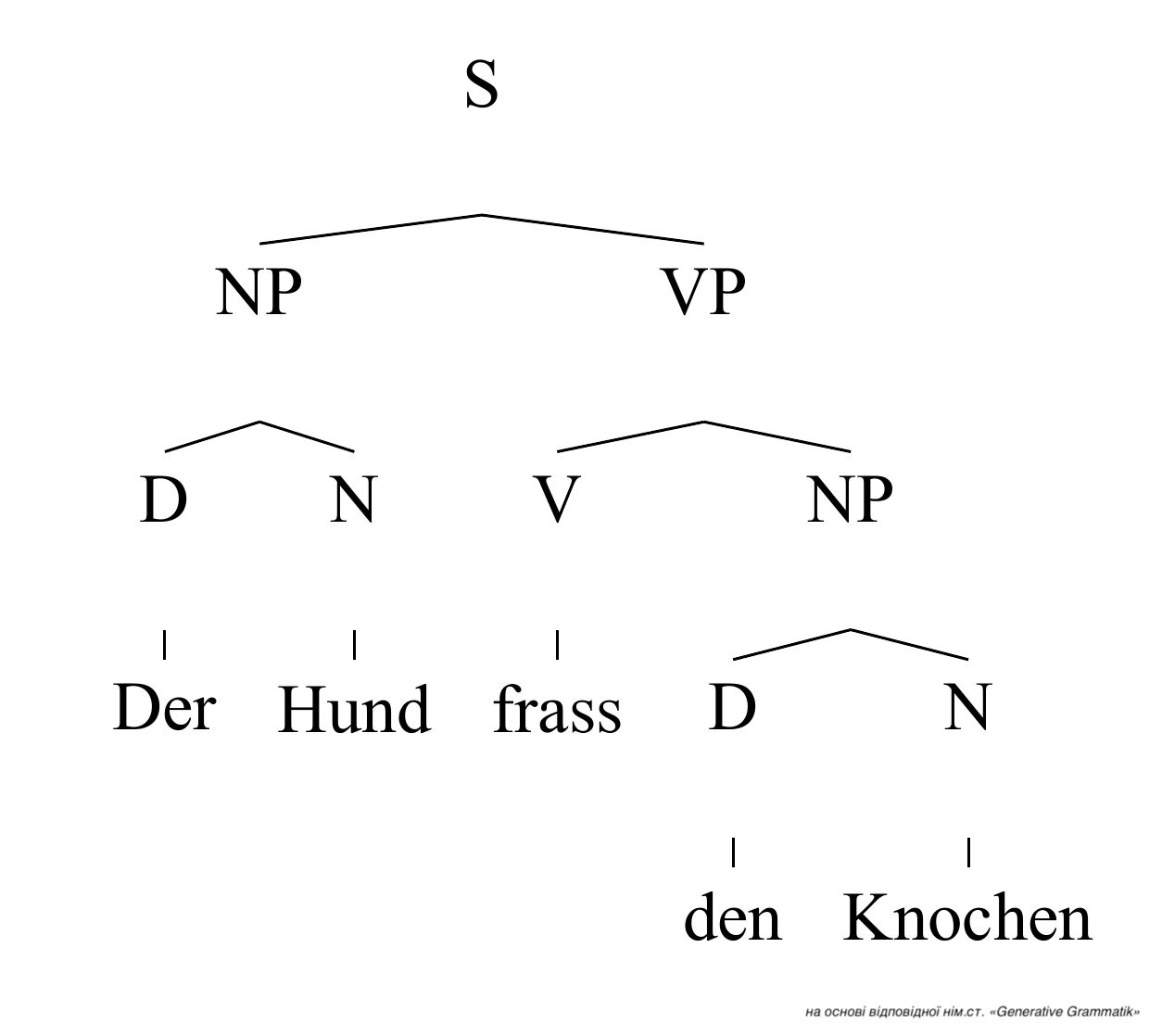
Схема синтаксичного дерева німецького речення «Der Hund fraß den Knochen» (з нім. «Собака їв кісточку»).

| Підмет      | Підмет | Присудок | Додаток        | Додаток  |
| ----------- | ------ | -------- | -------------- | -------- |
| Der         | Hund   | fraß     | einen          | Knochen  |
| Озн.арт.ч.р | собака | їв       | неозн.арт.ч.р. | кісточку |

- S — Satz (Речення)/ Startsymbol (Стартовий символ)
- D — Determinierer (Детерминант)
- N — Nomen (Іменник)
- V — Verb (Дієслово)
- NP — Nominalphrase (Номінальна/Іменникова фраза)
- VP — Verbalphrase (Вербальна/Дієслівна фраза)
- Aux — Hilfsverben (Допоміжне дієслово)
- A — Adjektive (Прикметник)
- Adv — Adverbien (Прислівник)
- P — Präpositionen (Прийменник)
- Pr — Pronomen (Займенник)
- C — Komplementierer (Комплемент)

Речення представлене такою структурою називають моделлю фразової структури. Діаграми-дерева такого типу завдяки правилам продукування, які лежть в основі структури, можна генерувати автоматично.
Синтаксичне дерево може бути представлене також у вигляді системи квадратних дужок: [S [NP [D Der ] [N Hund ] ] [VP [V fraß ] [NP [D den ] [N Knochen ] ] ] ]
Чомскі також дійшов висновку, що генеративної граматики не достатньо для опису природних мов. Для цього він сформулював складну систему трансформаційної граматики.

### Витоки та паралелі
Декартова логіка
Чомскі спирався у своїй теорії на декартову логіку. Метою генеративно-трансформаційної граматики є "формування системи правил, які зможуть виразити імпліцитне знання мови і таким чином знайти логічно обґрунтовану теорію про мислення людини, що в свою чергу продовжує «просвітницьку ідею логічних форм».
Висловлювання та речення-лексема Менне
Генеративно-трансформаційна граматика «демонструє формальні методи, за допомогою яких можна перетворити мовний вислів у питальній формі на спонукальний, зберігаючи при тому так звану глибинну структуру (англ. deep structure) — базове лексичне значення речення».
Когнітивна психологія
«Основною метою теорії Чомскі було дослідження структури та принципів функціонування людського мозку. Для нього лінгвістика є чимось накшталт піддисципліни когнітивної психології». Доволі критично оцінюється той факт, що всі спроби мовної психології мали б показати, що генеративна граматика є «логічною, але не психологічною моделлю».

## Генеративна граматика у комп'ютерній лінгвістиці
У комп'ютерній лінгвістиці генеративна граматика в першу чергу розглядається як формальна граматика описана через формальні мови. Одним із головних напрямків у комп'ютерній лінгвістиці є автоматизований синтаксичний аналіз або парсинг. Зокрема у системах, де необхідний детальний аналіз струтктури природної мови, таких як довідкові системи та машинний переклад. Однією з головних проблем тут виступає трактування неоднозначних висловів, де від структури може залежати семантика. Окрім того парсинг використовується також у системах розпізнавання мовлення та у статистичних дослідженнях корпусних даних (корпусна лінгвістика). Для двох останніх зазначених напрямків широко використовуються приховані марковські моделі (ПММ). Крім контекстно-вільних граматик для опису синтаксичних струткур також застосовують уніфіковані граматики на основі типових ознак її компонентів. Основним найпростішим алгоритмом для парсингу є алгоритм Ерлі.

## Семантично орієнтована генеративна граматика Джорджа Лакоффа (генеративна семантика)
Генеративна семантика — це генеративна граматика, яка на противагу граматиці Чомскі, яка базується на ролі синтаксису, «головну роль покладає на семантику». Цей напрямок виник з полеміки щодо генеративно-трансформаційної граматики. Вона є «теорією граматики, генеративним компонентом та основою якої є не синтаксис, а семантика». Основним представником течії є Джордж Лакофф.
У генеративній семантиці «глибинною структурою» виступає абстрактна семантична структура, а «поверхневою структурою» — синтаксично правильний репрезентативний рівень.
За допомогою зміни співвідношень типу «присудок-підмет-додаток» у генеративній семантиці досягається зменшення правил продукування: дієслово (у структурах V — з нім. Verb — дієслово) більше не підпорядковане дієслівній фразі (VP — скорочено від нім.Verbalphrase), а за принципами логіки предикатів (V є предикатом, який вимагає 3 аргументи — номінальну фразу NP(1) або NP(2) і NP(3)) заледить безпосередньо від вершини S (скорочено від нім. Satz — речення). Таким чином виникають правила виду V (fraß — їв) → NP (Subj.: der Hund — підмет: собака) та V → NP (Obj.: den Knochen — додаток: кісточку) безпосередньо і модель має меншу кількість правил продукування. Крім того така семантична модель дозволяє «розділяти окремі лексеми за семантичними озгаками (декомпозиція) та проводити „трансформації“ ще до того як лексеми будуть додані до структури дерева (прелексичні трансформації)». Це означає, що при «відборі» правильних речень у мові значення слів конструюється на більш ранньому етапі, аніж у «інтерпретаційній семантиці», де синтаксичні тести та семантичні є окремими і послідовними.
Критики генеративної семантики вважають що «глибинна структура» є «абстрактною», а частина теорії з трансформаціями «надто складною». Крім того за словами критиків синтаксичні структури впливають на семантичну інтерпретацію.

## Вплив
Основа генеративної ідеї Чомскі була використана Фредом Лердалем та Реєм Джекендофом для опису можливої музичної граматики. Французький композитор Філіппе Манурі перейняв принцип генеративної граматики у сферу музики. Крім того генеративну граматику використовують у алгоритмізованому компонуванні за допомогою комп'ютерних технологій, наприклад у впорядкуванні музичного синтаксису у таких мовах програмування як Open Music та Patchwork, які базуються на Lisp. Мови музики є синтаксично організованою граматикою лише у межах окремих конкретно сформованих стилів. Загальний синтаксис західної музики заснованої на основному тоні досі не було доведено.

## Генеративна граматика та радянське мовознавство
Генеративна граматика була першою спробою опису мови в рамках когнітивної парадигми, але ця теорія зазнала різкої критики радянських мовознавців (Ф. П. Філін, О. С. Ахманова, М. Д. Андрєєв та ін.) у зв'язку з надмірним схематизмом, формалізмом та громіздкістю, а універсальний опис мови не створений й по нині.